# Effie Gray
Euphemia Chalmers Millais, Lady Millais (Perth, 7 de maio de 1828 – Perth, 23 de dezembro de 1897) foi esposa do pintor pré-rafaelita John Everett Millais. Antes foi casada com o crítico John Ruskin, de quem Millais era um pupilo e protegido. Effie conseguiu o divórcio de Ruskin sem consumar o casamento e o "triângulo amoroso" foi bastante dramatizado no teatro, no cinema e até em óperas.

## Biografia
Effie nasceu em Perth, na Escócia, em 1828, mas cresceu em Bowerswell, morando na casa onde o avô de John Ruskin cometeu suicídio, cortando a própria garganta, em 1817. A família de Effie conhecia a família Ruskin e encorajou um noivado entre eles. O livro de fantasia escrito por Ruskin, The King of the Golden River, foi dedicado a ela em 1841, quando Effie tinha apenas 12 anos. Após seu casamento os dois foram para Veneza, onde ele faria a pesquisa de seu livro The Stones of Venice.
A difereça entre suas personalidades acabou por acirrar suas prioridades, em geral contrastantes. Enquanto que para Effie Veneza era uma chance de socializar e conhecer pessoas, Ruskin fazia suas solitárias pesquisas. Acredita-se que muitas das amizades de sua esposa com outros homens foram encorajadas por Ruskin, para depois ter uma desculpa para se separar dela.
Quando Effie conheceu Millais, cerca de cinco anos depois, ela e o marido ainda não tinham consumado o casamento por insistência de Ruskin. Não se sabe ao certo por que ele se recusava a ter relações sexuais com a esposa mas, em uma carta escrita para o pai, Effie descreve:
| “ | Ele dá vários motivos, como odiar crianças, motivos religiosos, o desejo de preservar a minha beleza e, enfim, neste ano que passou ele me contou a verdadeira razão... que ele imaginava que mulheres eram muito diferentes do que ele pensava que eram e que esse era o motivo para não me tomar como esposa, pois ele tinha nojo de minha pessoa desde a primeira noite. | ” |

John Ruskin confirmou tal alegação para seu advogado no processo de anulação. Os motivos para tal aversão variam, indo de homossexualidade a nojo de pelos pubianos e sangue menstrual. Há alegações de que o motivo seria financeiro e que a família menos rica e menos influente de Effie estaria tentando obter ambos às suas custas.

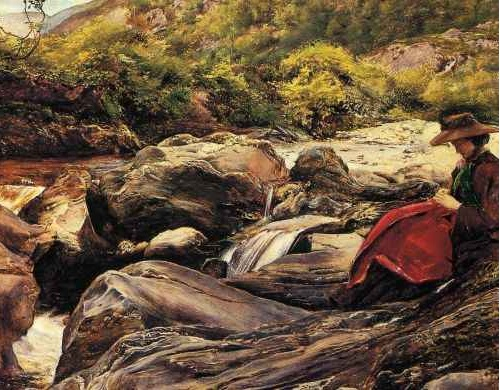
Effie at Glenfinlas, sketch por Millais

Enquanto ainda era casada com Ruskin Effie foi modelo de Millais em várias obras e chegou a acompanhá-lo, junto do marido, em uma viagem para a Escócia. Em algum momento, eles acabaram se apaixonando. Quando retornaram a Londres Effie abandonou Ruskin com a desculpa de que visitaria a família. Ela devolveu sua aliança de casamento com uma carta, anunciando sua intenção de anular o casamento. Com o apoio da família e de pessoas influentes, ela ganhou a causa em 1854, o que causou um grande escândalo público. A razão para a anulação, tal como consta no processo, era de uma "impotência incurável".

## Novo casamento
Em 1855, Effie se casou com John Millais e tiveram oito filhos: Everett, nascido em 1856; George, nascido em 1857; Effie, nascido em 1858; Mary, nascido em 1860; Alice, nascido em 1862; Geoffroy, nascido em 1863; John nascido em 1865; e Sophie em 1868. O mais novo, John Guille Millais, foi um grande artista e botânico. Effie serviu de modelo para vários trabalhos do marido, em especial em pinturas que a idealizavam como a deusa da beleza e fertilidade.

## Últimos anos e morte

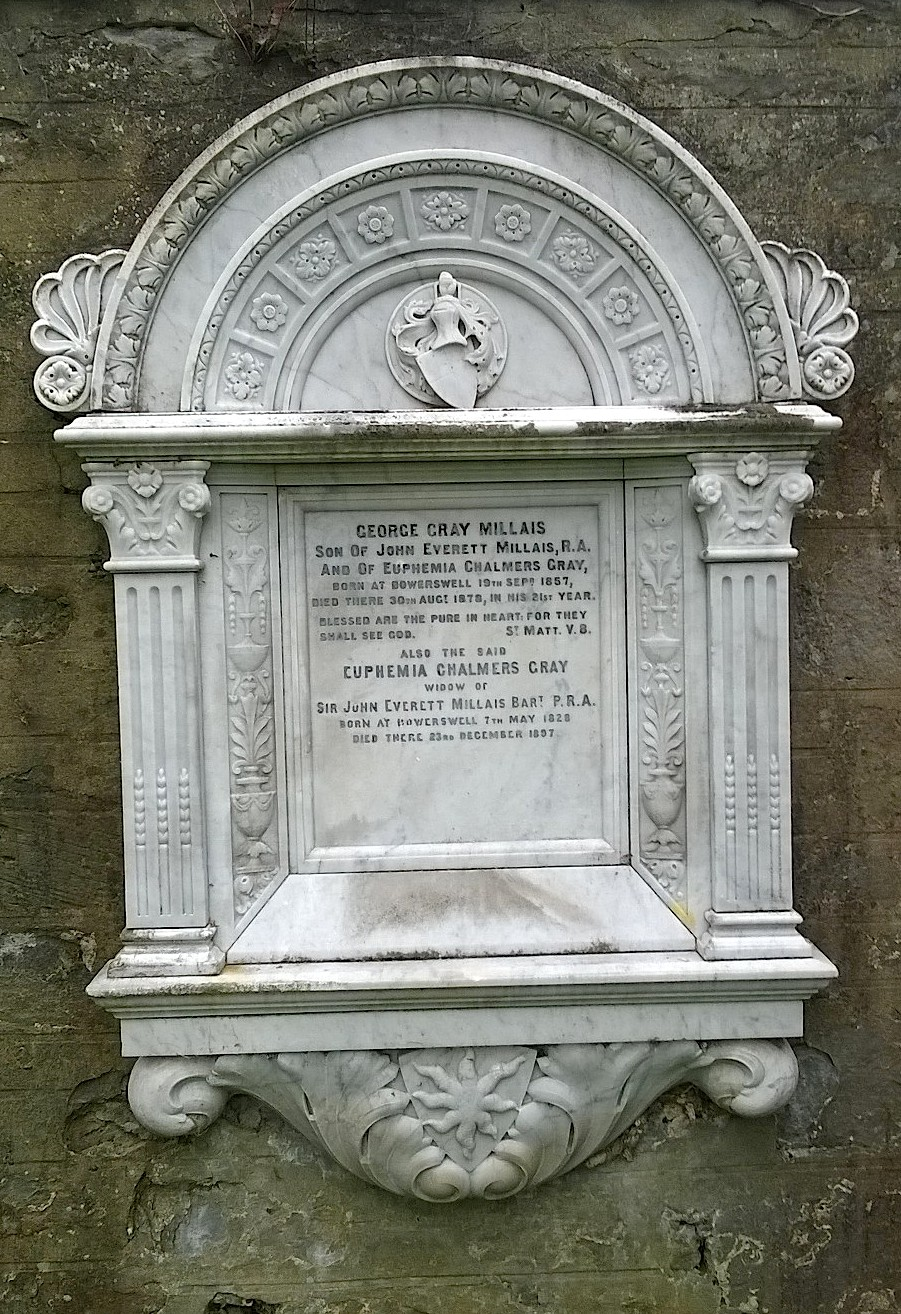
Euphemia Millais Gray, Perth, Scotland

A anulação de seu casamento a impediu de frequentar eventos onde a Rainha Vitória estivesse presente. Tanto ela quanto seu marido ficaram consideravelmente incomodados com isso, já que Effie havia sido socialmente muito ativa, embora muitos na sociedade ainda estivessem prontos para recebê-la e tratar seu caso com simpatia.
Effie Gray morreu em 23 de dezembro de 1897, cerca de 16 meses depois da morte de Millais e foi sepultada no cemitério da igreja de Kinnoull, em Perth.